# Polyrhaphis lanei
Polyrhaphis lanei es una especie de escarabajo longicornio del género Polyrhaphis, tribu Polyrhaphidini, subfamilia Lamiinae. Fue descrita científicamente por Santos-Silva, Martins & Tavakilian en 2010.
La especie se mantiene activa durante el mes de agosto.

## Descripción
Mide 18-21 milímetros de longitud.

## Distribución
Se distribuye por Brasil.